# Joe Spano
Joseph Peter «Joe» Spano és un actor estatunidenc nascut el 7 de juliol de 1946 a San Francisco (Califòrnia).

## Biografia
Joe Spano tenia la intenció de continuar els seus estudis però pel seu interès per l'ofici d'actor, no va continuar. A San Francisco, va començar a treballar amb el grup d'improvisació The Wing. Va contribuir a fundar el Berkeley Repertory Theatre, presentant la seva primera producció Woyzek: va quedar-se en la companyia durant 10 anys i va aparèixer en diverses de les seves peces de teatre entre les quals Hamlet i Cat on  a Hot Tin Roof.
Es dona a conèixer amb Capità Furillo de la que interpreta  98 episodis i és nominat per un Emmy. Té a continuació papers recurrents en Murder One i New York Police Blues com a detectiu. Prova també en el cinema en Apol·lo 13 o Les dues cares de la veritat (1996).
Personatge recurrent en NCIS : Investigació especial des del primer episodi de la sèrie l'any 2003 (en el paper de Tobias Fornell), Joe continua interpretant el seu personatge l'any 2013 després de 27 aparicions.
El 2008, torna als escenaris en un one-man-show Buckminster Fuller: The History and Mystery of Life parlant de la vida d'un inventor.

## Filmografia
- 1973: American Graffiti: Vic
- 1976: L'inspector no renuncia mai
- 1981: Hill Street Blues (TV): Det. Henry Goldblume (99 episodis 1981 - 1987)
- 1987: Deep Dark Secrets de Robert Michael Lewis (telefilm): Eric Lloyd
- 1993: Koons (TV)
- 1995: Apollo 13: director de la NASA
- 1996: Her Costly Affair: Carl Weston
- 1996: Les dues cares de la veritat (Primal Fear): Capità Abel Stenner
- 1996: Murder One (TV): Ray Velacek (15 episodis 1995 - 96)
- 1997: The X-Files (TV): Mike Millard (2 episodis 1997)
- 1997: Profiler (TV): Det. Mike Ramdack (2 episodis 1997 - 98)
- 2001: NYPD Blue (TV): Det. John Clark Sr. (15 episodis 2001 - 2003)
- 2002: Hart's War: Coronel J-M Lange
- 2003 - ?: NCIS (TV): agent especial de l'FBI Tobias C. Fornell (diversos episodis des de 2003)
- 2007: Hollywoodland: Howard Strickling
- 2012: The Mentalist, Temporada 4, episodi 15 (TV): Greg Reilin
- 2014: NCIS: New Orleans (TV): agent especial de l'FBI Tobias C. Fornell